# Webdriver Torso
 (décembre 2019).
Webdriver Torso est un compte de test de performances automatisé YouTube qui est devenu célèbre en 2014 pour les spéculations sur sa nature (alors inexpliquée) et ses easter eggs cachés dans certaines de ses vidéos. Cette chaîne a été créée par Google le 7 mars 2013. La première vidéo de la chaîne a été mise en ligne le 23 septembre de la même année, montrant des diapositives simples et accompagnées de signaux sonore courts. La chaîne a attiré l'attention du public en 2014, lorsqu'elle est devenue une source de spéculation pour les téléspectateurs qui l'ont découverte et ont noté trois vidéos atypiques mettant en vedette des blagues. C'est resté un mystère populaire jusqu'à ce que YouTube reconnaisse avec humour que la chaîne existe en tant qu'utilitaire de test interne. La chaîne a cessé de publier des vidéos au même rythme après 624 735 vidéos au 4 mai 2017. La chaîne a publié quelques vidéos supplémentaires en mai, août et octobre 2018, suivies de mises en ligne en juillet 2019.

## Vidéos
Du 30 septembre 2016 au 26 octobre 2018, la chaîne a mis en ligne un total de 624 746 vidéos. La durée entre la mise en ligne de deux vidéos durait généralement entre une et quinze minutes, mais parfois jusqu'à une heure. À l'exception de trois, toutes les vidéos respectent ce schéma. La chaîne a cessé de mettre en ligne le 4 mai 2017, mais a repris le téléversement le 18 mai 2018 jusqu'à une autre interruption quatre jours plus tard. 
La plupart des vidéos durent 11 secondes, bien que certaines durent également environ 1 minute, 5 minutes ou 25 minutes,. Ce sont des diaporamas montrant des images d'environ 1 seconde chacune. Chaque diapositive est constituée d'un fond blanc recouvert de deux rectangles opaques de couleur différentes, l'un rouge et l'autre bleu. Les deux rectangles ont une taille, une forme et une position aléatoires sur la diapositive. Lorsque les deux se chevauchent, le rectangle rouge apparaît toujours sur le bleu, et en de rares occasions, le rectangle rouge recouvre complètement le bleu. Chaque diapositive a une tonalité sonore générée par ordinateur aléatoire. Dans le coin de chaque vidéo, il est écrit "aqua.flv - slide" puis, entre parenthèses, le numéro de la diapositive. Les premières vidéos s'appelaient "aqua" qui a ensuite été remplacée par "tmp", une abréviation pour le mot "template" (en français, "modèle") ou "temporary" ("temporaire"), suivie de caractères aléatoires. 

### Vidéos anormales
La chaîne a trois vidéos qui ne respectent pas les schémas habituels de la chaîne, avec à la place des Easter egg ou des blagues. L'un d'eux, intitulé "tmpRkRL85", apparaît une vidéo habituelle jusqu'à ce que le rectangle rouge devienne une silhouette de Rick Astley dansant (une référence au mème internet Rickroll) dans la seconde moitié de la vidéo. La vidéo "00014" est une séquence enregistrée à Paris qui montre la Tour Eiffel illuminée la nuit. À la fin de la vidéo, la caméra est éteinte et la page Facebook Webdriver Torso est visible pendant quelques images. La dernière, "0.455442373793", n'est visible qu'en France, nécessite un paiement de 1,99 euro pour la regarder, et n'est payable qu'avec une carte de crédit française. Il s'agit d'un épisode du dessin animé américain adulte Aqua Teen Hunger Force doublé en espagnol.

## Spéculations
Avant la confirmation par YouTube de la chaîne en tant que chaîne de test, il y avait des spéculations sur l'identité et le contenu des vidéos. Les hypothèses sur les objectifs de la chaîne incluaient des messages d'espionnage, des supposées tentatives de contact avec des formes de vie extraterrestres, des plans de construction et un programme de recrutement type Cicada 3301.

## Easter eggs

Logo Google Webdriver Torso.